# Gigabyte Technology
GIGABYTE Technology Co., Ltd. (chineză: 技嘉科技股份有限公司) este un producător taiwanez de componente calculatoare, foarte bine cunoscut pentru plăcile sale de bază.

## Compania
Fondată în 1986, majoritatea clienților săi includ producători de PC-uri, cum ar fi Alienware și Falcon Northwest. Google recent a dezvăluit că folosește plăci de bază GIGABYTE în infrastructura serverelor lor. Președintele companiei este Yeh Pei-Cheng. GIGABYTE este considerat unul dintre cei mai importanți producători de plăci de bază din lume (considerându-se numărul de bucăți vândute), împreună cu MSI, ECS și Asustek. Au fabricat aproximativ 19 milioane de plăci de bază în 2008 (16 milioane fiind GIGABYTE).

## Produse
În afară de proiectarea și fabricarea plăcilor de bază pentru procesoarele AMD și Intel,  compania mai fabrică și plăci grafice folosind nuclee grafice ATI și NVIDIA, cum ar fis GeForce GTX480 și Radeon HD 4870.
În continuarea portofolilui, compania mai fabrică calculatoare desktop și laptopuri complete, unități optice, LCD-uri monitoare, tastaturi, mauși, răcitoare pentru sisteme, telefoane mobile (GSmart, PDA-uri etc.), echipamente rețele, generatoare putere electrică sisteme, și o linie de carcase calculatoare.
Gigabyte a mai fost, de asemenea, prima companie din lume care a venit cu un Power Supply pentru calculatoarele desktop controlat de un software, adică seria ODIN GT.

## Gigabyte în România
Compania deține o filială și în România, deschisă în decembrie 2004.
Cifra de afaceri:
- 2008: 13,1 milioane dolari[2]
- 2007: 11,2 milioane euro[3]
- 2006: 7 milioane euro[4]
- 2005: 10 milioane euro[4]